# Ferhan Hasani
Ferhan Hasani (in macedone Ферхан Хасани?; Tetovo, 18 giugno 1990) è un ex calciatore macedone di etnia albanese, di ruolo centrocampista.

## Biografia
Sin da piccolo gli è stato affibbiato il soprannome di Buba perché era più piccolo di statura e più veloce rispetto ai suoi compagni di squadra.

## Carriera

### Club

#### Škendija
La sua carriera da calciatore inizia all'età di otto anni quando si unisce al Fudbalski Klub Škendija 79, squadra della sua città natìa. Milita nelle selezioni giovanili del club dal 1998 fino al 2010 quando entra a far parte della prima squadra.
Nel campionato macedone 2010-2011 ottiene il titolo di campione nazionale, segnando 13 gol in 27 partite. Nell'ultima partita di campionato giocata contro il Metalurg Skopje vince il titolo come miglior calciatore della stagione 2010-2011.
Inizia la stagione 2011-2012 da titolare fino a quando viene fermato per tre settimane a causa di un infortunio rimediato durante una partita. Ritorna dall'infortunio a fine dell'anno 2011 prima della pausa natalizia del campionato.

#### Wolfsburg
Il 16 dicembre 2011 raggiunge l'accordo che prevede il suo passaggio al Wolfsburg, club tedesco militante in Bundesliga. L'allenatore de I Lupi Felix Magath dichiara che il calciatore, insieme a Slobodan Medojević, è stato acquistato per aver espresso un ottimo calcio con le proprie squadre nei rispettivi campionati.

#### Škendija
Il 1º luglio 2015 viene ufficializzato il suo ritorno allo Škendija, con un ingaggio annuale di 28.000 euro al mese, un record nella storia del campionato macedone.

### Nazionale
Nel 2010, dopo aver militato sia con l'Under-17 e sia con l'Under-21, entra a far parte della nazionale maggiore. Debutta il 22 dicembre 2010 durante l'amichevole giocata contro la Cina. Partecipa all'incontro di qualificazione, per gli Europei del 2012, contro l'Irlanda dimostrando tutte le sue ottime qualità calcistiche nonostante la sconfitta subita per 2 a 0. Gioca anche l'altra partita di qualificazione contro la Serbia, conclusasi 1-1, dimostrando ancora una volta di essere un giocatore fondamentale per la nazionale macedone. Realizza il primo goal con la maglia macedone nella sconfitta per 2-1 del 29 febbraio 2012 contro il Lussemburgo. Il 9 ottobre del 2016 realizza la rete del momentaneo vantaggio macedone (2-1) contro l'Italia.

## Statistiche

### Presenze e reti nei club
Statistiche aggiornate al 1º marzo 2015.
| Stagione         | Squadra          | Campionato       | Campionato | Campionato | Coppe nazionali | Coppe nazionali | Coppe nazionali | Coppe continentali | Coppe continentali | Coppe continentali | Altre coppe | Altre coppe | Altre coppe | Totale | Totale |
| Stagione         | Squadra          | Comp             | Pres       | Reti       | Comp            | Pres            | Reti            | Comp               | Pres               | Reti               | Comp        | Pres        | Reti        | Pres   | Reti   |
| ---------------- | ---------------- | ---------------- | ---------- | ---------- | --------------- | --------------- | --------------- | ------------------ | ------------------ | ------------------ | ----------- | ----------- | ----------- | ------ | ------ |
| 2010-2011        | Škendija         | PL               | 28         | 13         | CM              | 0               | 0               | -                  | -                  | -                  | -           | -           | -           | 28     | 13     |
| 2011-gen. 2012   | Škendija         | PL               | 14         | 5          | CM              | 0               | 0               | UCL                | 2                  | 0                  | SM          | 1           | 0           | 17     | 5      |
| gen.-giu. 2012   | Wolfsburg        | BL               | 0          | 0          | CG              | 0               | 0               | -                  | -                  | -                  | SG          | 0           | 0           | 0      | 0      |
| 2012-2013        | Wolfsburg        | BL               | 4          | 0          | CG              | 0               | 0               | -                  | -                  | -                  | -           | -           | -           | 4      | 0      |
| Totale Wolfsburg | Totale Wolfsburg | Totale Wolfsburg | 4          | 0          |                 | 0               | 0               |                    |                    |                    |             | 0           | 0           | 4      | 0      |
| 2013-2014        | Brøndby          | SL               | 19         | 4          | CD              | 0               | 0               | -                  | -                  | -                  | -           | -           | -           | 19     | 4      |
| 2014-2015        | Brøndby          | SL               | 6          | 2          | CD              | 0               | 0               | UEL                | 1                  | 0                  | -           | -           | -           | 7      | 2      |
| Totale Brøndby   | Totale Brøndby   | Totale Brøndby   | 25         | 6          |                 | 0               | 0               |                    | 1                  | 0                  |             | -           | -           | 26     | 6      |
| 2015-2016        | Škendija         | PL               | 11?        | 12         | CM              | 0               | 0               | UEL                | 0                  | 0                  | -           | -           | -           | 0      | 0      |
| Totale Škendija  | Totale Škendija  | Totale Škendija  | 53+        | 30         |                 | 0               | 0               |                    | 2                  | 0                  |             | 1           | 0           | 45     | 18     |
| Totale carriera  | Totale carriera  | Totale carriera  | 82         | 36         |                 | 0               | 0               |                    | 3                  | 0                  |             | 0           | 0           | 74     | 24     |

## Palmarès

### Club
- Campionato macedone: 2

Škendija: 2010-2011, 2017-2018
- Coppa di Macedonia: 1

Škendija: 2015-2016
- Coppa di Finlandia: 1

HJK: 2020
- Campionato finlandese: 1

HJK: 2020

### Individuale
- Calciatore macedone dell'anno: 1

2011